# Morpho anateus
Morpho anateus är en fjärilsart som beskrevs av Johannes Karl Max Röber 1927. Morpho anateus ingår i släktet Morpho och familjen praktfjärilar. Inga underarter finns listade i Catalogue of Life.